# 클라우디오 놀라노
클라우디오 놀라노(이탈리아어: Claudio Nolano, 1975년 9월 22일~)는 이탈리아의 태권도 선수, 지도자이다. 2000년 하계 올림픽 남자 페더급에 참가했으며 세계 선수권 대회에서 동메달 1개, 유럽 선수권 대회에서 금메달 1개, 은메달 1개, 동메달 1개를 획득했다.